# Parascaptor leucura
Parascaptor leucura é uma espécie de mamífero da família Talpidae. É a única espécie do gênero Parascaptor. Pode ser encontrada na China, Índia e Mianmar.